# Metro North West & Bankstown Line
Metro North West & Bankstown Line, även känd som M1, är en tunnelbanelinje i Sydney, New South Wales, Australien. Linjen är den första och hittills enda i Sydneys tunnelbanesystem. Metro North West invigdes den 26 maj 2019 med trafik mellan Tallawong och Chatswood. En förlängning av linjen till Sydenham öppnade 19 augusti 2024, och ytterligare en förlängning till Bankstown planeras att öppnas 2026.

## Trafikering
Tågtrafik på linjen drivs av Metro Trains Sydney, ett samriskföretag startat av MTR Corporation, John Holland Group och UGL Rail. En resa längs med hela linjens 21 stationer; från Sydenham till Tallawong; tar 58 minuter. Stationerna trafikeras var fjärde minut under rusningstid; var tionde minut under lågtrafik och var trettionde minut under söndag- till torsdagskvällar.